# 皮埃尔·米尼亚尔
皮埃尔·米尼亚尔（法語：Pierre Mignard，法語發音：[pjɛʁ miɲaʁ]；1612年11月17日—1695年5月30日），法国画家，以宗教、神话题材绘画及肖像画而闻名。其兄尼古拉·米尼亚尔也是著名画家。